# ITALC
iTALC (intelligently Teaching And Learning with Computer) é um aplicativo de código aberto utilizado para gerenciar computadores de uma sala de aula no Linux e no Windows. Ele habilita os professores a remotamente monitorar e controlar os computadores dos estudantes. Isso permite ao docente realizar demonstrações, fechar janelas e desligar a máquina.
Originalmente, o iTALC estava disponível apenas para o Linux. Em meados de 2006, no decurso de seu porte para o Qt4, foi adicionado o suporte para versões do Windows baseadas em NT. Adicionalmente, o iTALC lida de forma transparente com ambientes computacionais mistos, isto é, um computador do professor baseado em Linux pode acessar as máquinas dos alunos com Windows e vice-versa.
Todas as funções servidor são baseadas no protocolo RFB. Como o iTALC funciona completamente com conexões TCP, possui a vantagem de permitir demonstrações e controle remoto sob redes locais. Um algoritmo de compressão rápido e eficiente permite a conexão dos computadores pessoais dos alunos em casa - inclusive no modo de demonstração comparativamente intenso.
Em abril de 2017, os desenvolvedores do iTALC anunciaram que o iTALC seria descontinuado. Veyon é o sucessor do iTALC.

## Segurança
A autenticação dos alunos e do professor no iTALC é realizada através de um par de chaves assimétricas, o que aumenta a segurança do ambiente ao não utilizar senhas de acesso.

## Compatibilidade
O iTALC é desenvolvido em Qt/C++ e é, por consequência, compatível com sistemas Linux e Windows de 32 bits. Em sua primeira versão, o iTALC não foi projetado para funcionar com o Windows Vista ou o Windows 7, porém esse problema foi resolvido em 2011 com o lançamento da versão 1.9.6 (anteriormente o desenvolvedor havia iniciado, extraoficialmente, o desenvolvimento de uma versão 2.0 compatível com as versões atuais e futuras do Windows).